# Бирля (река, впадает в Куйбышевское водохранилище)
Бирля́ — река в Ульяновской области России. Течёт по территории Мелекесского района. Впадает в Куйбышевское водохранилище.
Длина реки составляет 40 км, площадь водосборного бассейна — 698 км².
Начинается в одноимённом овраге на высоте примерно 140 м над уровнем моря, юго-восточнее Уткина. От истока течёт в основном на северо-запад, в среднем течении — на запад, в низовье — на север. Впадает в Черемшанский залив Куйбышевского водохранилища на высоте 53 м над уровнем моря, северо-западнее Рязаново.